# Philipp Friedrich von Hetsch

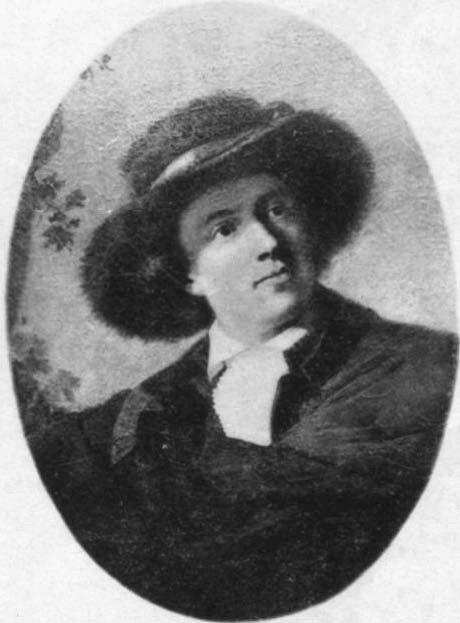
Philipp Friedrich Hetsch.

Philipp Friedrich von Hetsch, född den 10 september 1758 i Stuttgart, död där den 31 december 1838, var en tysk målare, far till Gustav Friedrich Hetsch. 
von Hetsch, som utbildade sig dels i hemlandet, dels i Paris och Rom, blev hovmålare, professor och galleridirektör i Stuttgart. Han målade historiska tavlor, Den blinde Oidipus, ledsagad av sina döttrar, Brutus och Porcia samt Kristi himmelsfärd i hovkyrkan i Stuttgart. von Hetsch var även porträttmålare.